# Онса
Онса (Онца) — река в России, течёт по территории южной части Лешуконского района Архангельской области. Правый приток реки Вашка.
Длина реки составляет 22 км.
Течёт по лесной болотистой местности. Генеральным направлением течения является юго-запад, около устья поворачивает на запад. Впадает в Вашку на высоте 35 м над уровнем моря в пределах территории посёлка Большая Щелья Олемского сельского поселения.
Притоки (км от устья):
- 16 км: ручей Абрамов (лв)[3][7].

## Данные водного реестра
По данным государственного водного реестра России относится к Двинско-Печорскому бассейновому округу, водохозяйственный участок реки — Мезень от истока до водомерного поста у деревни Малонисогорская. Речной бассейн реки — Мезень.
Код объекта в государственном водном реестре — 03030000112103000048228.